# Secteur sauvegardé de Sedan
Le secteur sauvegardé de Sedan est une zone urbaine de la ville de Sedan (département français des Ardennes) que son intérêt historique et architectural soumet à des mesures particulière de construction et d'urbanisme.

## Délimitation et historique
Le secteur sauvegardé de Sedan, d'une superficie de 52 hectares et qui englobe le château-fort et ses abords, le cœur historique, les faubourgs du Ménil et du Rivage, est créé le 22 septembre 1992 et un plan de sauvegarde et de mise en valeur publié le 8 juillet 1999 est  approuvé en avril 2007. Les défiscalisations et les subventions de l’ANAH ont amorcé la reconquête du cœur de ville, cependant sans permettre la réhabilitation des bâtiments les plus dégradés, ni sans interrompre la paupérisation par le départ des plus démunis des quartiers périphériques vers le centre ancien.

## Contenu et évolution du plan de sauvegarde
Ayant constaté l'insuffisance de ce plan, la ville de Sedan s'est portée candidate et a été retenue parmi les 25 villes du Programme national de revitalisation des quartiers anciens dégradés (PNRQAD). La convention signée entre la ville et l’État en octobre 2012 a été suivie d’une révision du plan de sauvegarde approuvé par arrêté préfectoral du 28 février 2020.
Ce plan révisé s’appuie sur le constat de la présence d’un patrimoine d’intérêt non négligeable (parmi les immeubles du centre 13 % datent du XVIIe siècle, les trois-quarts de la période du début du XVIIIe au milieu du XIXe siècle) peu mis en valeur, en voie de dégradation et de déprise (diminution du taux d’occupation) et d’une faible valorisation touristique avec une offre hôtelière limitée à deux établissements malgré l’existence du pôle majeur du château-fort. Ainsi les 403 logements vacants dans le centre représentent 37 % du parc, jusqu’à 72 % dans certains secteurs. Seuls 49 %  sont dans un état satisfaisant, 36 % manquent d’entretien et 15 % sont insalubres. Seules 44 % des parcelles sont totalement occupées et 16 % sont totalement vacantes.
Le plan vise à revitaliser le commerce du centre où de nombreux locaux commerciaux sont vacants, à améliorer les logements (projet « Mieux vivre dans le centre et promouvoir une attractivité renouvelée » ) et à valoriser le patrimoine.
Le plan qui réglemente les opérations de démolition des immeubles, totales ou partielles, et les travaux d’aménagement a été précédé d’un recensement de chaque immeuble avec rédaction d’une fiche.